# アンカンミンカン
アンカンミンカン（ANKANMINKAN）は、吉本興業所属の日本のお笑いコンビ、司会者、リポーター。東京NSC12期生。よしもと群馬県住みます芸人。

## 概要
- ともに群馬県山田郡大間々町（現・みどり市）出身、大間々町立大間々東中学校(みどり市立大間々東中学校)の卒業生であり、小・中学校の20年来の同級生[2]。
- YNN（吉本ネタネットワーク）、あなたの街に住みますプロジェクトの企画により、群馬県の住みます芸人として、2011年5月15日に東京から地元である群馬県に拠点を移し活動中。
- コンビ名の由来は、麻雀の用語で「暗槓(アンカン)」「明槓(ミンカン)」という意味から来ている。
- 2011年5月27日よりUstreamにて『からっ風と義理人情』という番組を毎日配信。2015年3月31日の配信企画終了まで1404日間の連続配信を成し遂げた[3]。
- 2013年、コンビとして初の冠番組、司会を務めた『アンカンミンカンのカラギリ』（群馬テレビ）が放送開始（2016年終了）。
- 2017年2月26日、結成10周年を迎えた[4]。記念ライブも行われた。みどり市市制施行10周年記念事業 「アンカンミンカンと絡みんかん」 『みどり市ブランドPR動画』. みどり市市制施行10周年記念事業を展開した。
- ワンクッション、加藤憲、元・健真 小倉など交流もある。

## メンバー
- 川島大輔（かわしま だいすけ、1983年5月16日（42歳） - ）
  - 血液型はO型。身長178cm、体重70kg。
  - 群馬県立桐生南高等学校卒業。
  - ボケ、ネタ作り担当。立ち位置は左。
  - 自転車担当[5]。

- 富所哲平（とみどころ てっぺい、1983年8月23日（41歳） - ）
  - 血液型はB型。身長168cm、体重50kg。
  - 群馬県立桐生高等学校卒業。
  - 千葉大学法政経学部卒業。
  - ツッコミ担当。立ち位置は右。
  - 2012年11月22日に入籍。
  - マラソン担当[6]

## 主な肩書き
- デサント藤原湖マラソン特命PR大使（2011年8月10日 - ）
- 桐生うどんスタンプラリー2011PR大使（2011年10月3日 - ）
- 群馬県みどり市初代観光大使（2011年12月8日 - ）
- ぐんま観光特使（2012年03月28日 - ）
- 岩宿村収穫祭りPR大使（2012年10月20日 - ）
- 道の駅おおた観光PR大使（2012年11月18日 - ）
- まちなかテレビ広報部長[7]（2014年11月6日 - ）
- 桐生市本町六丁目商店街ふれあい大使（2014年11月6日 - ）
- ぐんまの地酒大使（2015年4月15日 - ）

## 出演
- カラオケチャンネル（群馬テレビ）-（2020年6月5日-2025年3月28日）MC
- JOYのASOBU-TV JOYnt![8]（群馬テレビ）-（2016年1月16日、2017年3月1日−不定期）準レギュラー番組企画「番組乗っ取り、三番勝負‼︎」「ゆるキャラ大運動2016・2017」ブラックだるまとして出演。単独で川島も、出演。　　　　　　　　　　　ニュース×情報がるがる（2025年3月31日-、群馬テレビ）川島のみ。

### 過去のテレビ 出演
- アンカンミンカンのカラギリ[9]

（2013年4月23日 - 2016年12月23日、群馬テレビ） - 初の冠番組・MC
- Giris'TalkTrip ジョナサンと女子力UPの旅（2016年11月8日 - 、群馬テレビ） - 富所のみ
- ひるポチッ! （2018年9月20、群馬テレビ）富所のみ。

### ラジオ
- B定食（ - 2014年3月31日、エフエム群馬） - 月曜パーソナリティ
- 経済情報バラエティー Busi-Neta!（ビジネタ）（エフエム群馬）
- まえラジ!（第2木曜日、M-Wave） - アシスタント
- アンカンミンカンのまじうれ[10]（第2金曜日、FM桐生）
- WAI WAI Groovin' （2015年4月-エフエム群馬）横塚沙弥加と共に、火曜日中継リポーター
- 群馬のビジネス情報バラエティーBusi-Neta![11]（水 11:30 - 11:55、エフエム群馬）パーソナリティ
- あかぎ団とアンカンミンカンのアンカンギン団（2024年 - 、FMぐんま）[12]

### 映画
- からっぽ（2012年） - スーパーの店員A・B
- 降臨LOVE（2013年、松嶋好司郎監督）
- ふれあいの鏡（2013年、桐生市民映画）
- 群青色の、とおり道（2014年） - 工員B・C
- 耳かきランデブー[13] （2017年）
- 自主制作映画『深海魚』[14]（2019年3月3日公開）川島と横塚沙弥加が主演。

### ライブ
2013年8月10日より、安中市を皮切りに群馬県内全35市町村の単独ライブを目指している。
- 第一回単独ライブ「あんなかみんかん」　2013年8月10日（群馬県安中市：安中市文化センター ホール）
- 第二回単独ライブ「まえばしみんかん」　2013年9月16日（群馬県前橋市：国際交流広場）
- 第三回単独ライブ「おおたみんかん」　2013年10月14日（群馬県太田市：太田市新田文化会館・エアリスホール ホール）
- 第四回単独ライブ「ぬまたみんかん」　2013年11月30日（群馬県沼田市：上ノ町会館）
- 第五回単独ライブ「なかのじょうみんかん」　2013年12月22日（群馬県吾妻郡中之条町：中之条町ふるさと交流センターつむじ つむじホール）
- 第六回単独ライブ「ふじおかみんかん」　2014年3月21日（群馬県藤岡市：藤岡市みかぼみらい館 ギャラリー）
- 第七回単独ライブ「たてばやしみんかん」　2014年4月20日（群馬県館林市：館林市文化会館 大ホール）
- 第八回単独ライブ「なんもくみんかん」　2014年6月14日（群馬県南牧村：南牧村活性化センター）
- 第九回単独ライブ「おおいずみんかん」　2014年6月22日（群馬県大泉町：大泉町文化むら 小ホール）
- 第十回単独ライブ「たまむらみんかん」　2014年8月7日（群馬県玉村町：玉村町文化センター 小ホール）
- 第十一回単独ライブ「いせさきみんかん」　2014年9月23日（群馬県伊勢崎市：伊勢崎市文化会館 小ホール）
- 第十二回単独ライブ「しもにたみんかん」　2014年11月29日（群馬県下仁田町：下仁田町文化ホール）
- 第十三回単独ライブ「よしおかみんかん」　2015年4月12日（群馬県吉岡町：吉岡町文化センター ホール）
- 第十四回単独ライブ「おうらみんかん」　2015年7月17日（群馬県邑楽町：邑楽町公民館 ホール）
- 第十五回単独ライブ「めいわみんかん」　2015年10月2日（群馬県明和町：明和町ふるさと産業文化館 ホール）
- 第十六回単独ライブ「みなかみんかん」　2015年10月27日（群馬県みなかみ町：みなかみ町観光会館 ホール）
- 第十七回単独ライブ「しぶかわみんかん」　2016年4月30日（群馬県渋川市：渋川市民会館 大ホール）